# Twierdza
Twierdza est un village du sud-est de la Pologne dans la voïvodie des Basses-Carpates. Il fait partie de la gmina de Frysztak (commune rurale) et du powiat de Strzyżów. La population du village s'élève à 639 habitants en 2011.

## Géographie
|              | Frysztak | Kobyle            |
| Glinik Dolny | Twierdza |                   |
|              | Widacz   | Łęki Strzyżowskie |

Twierdza se situe à 1,4km de Frysztak, 13,4km de Strzyżów, 14km de Jasło et 19,3km de Krosno.